# Casement
Een casement is een architectonisch sierelement dat voornamelijk voorkomt in de gotische bouwstijl. Het betreft een smalle, ondiepe nis of blind venster, vaak voorzien van een decoratieve omlijsting en soms gevuld met beeldhouwwerk. Casementen zijn doorgaans aangebracht op verticale bouwelementen zoals pinakels, steunberen of gevels, en dragen bij aan de verfijnde, verticale uitstraling die kenmerkend is voor gotische architectuur.

## Vorm en uitvoering
Casementen zijn meestal rechthoekig, spitsboogvormig of segmentboogvormig en kunnen rijkelijk versierd zijn met maaswerk, traceringen of figuratieve sculpturen. De omlijstingen volgen vaak het ornamentale patroon van de omliggende architectuur, met gebruik van hogels, kruisbloemen of andere gotische motieven. Hoewel ze visueel de indruk kunnen wekken van ramen of openingen, zijn casementen meestal gesloten en hebben ze geen functionele lichtinval.

## Toepassing
Casementen worden vooral toegepast op:
- Pinakels: slanke torenvormige beëindigingen op steunberen of geveltoppen, waar ze de schacht visueel verlevendigen.
- Steunberen: waar ze ritme en detail toevoegen aan de verticale structuur.
- Gevels: in de vorm van blindnissen, vaak met beelden van heiligen of symbolische figuren.

Ze hebben doorgaans een puur decoratieve functie, maar versterken ook de verticale lijnvoering en complexiteit van gotische bouwwerken.

## Verwante begrippen
- Pinakel – slank, torenvormig bekroningselement in gotische architectuur.
- Blindnis – een niet-doorbroken nis of vensteropening.
- Maaswerk – decoratief stenen netwerk in vensters of nissen, vaak met geometrische patronen.

## Herkomst
De term casement is ontleend aan het Franse châsse (reliekschrijn) of het Engelse casement (venster), maar in de Nederlandstalige architectuurgeschiedenis wordt het specifiek gebruikt voor blinde nissen of siervensters binnen gotische context. In oudere Vlaamse en Brabantse teksten wordt het woord ook wel in varianten als casaement of kassement aangetroffen.